# Henriette Dussourd
Henriette Dussourd, née Madeleine Henriette Chèze à Toulon-sur-Arroux (Saône-et-Loire) le 28 octobre 1921 et morte à Moulins le 12 mars 1988, est une historienne française, spécialiste de l'histoire rurale et de l'histoire des régions du centre de la France.

## Biographie
Originaire du Charolais, mais installée à Moulins, Henriette Dussourd a publié davantage sur le Bourbonnais que sur sa région natale (elle a cependant consacré des travaux à sa ville natale de Toulon-sur-Arroux). Ses travaux sur les communautés rurales lui ont valu une notoriété nationale.
Elle a été très active dans le milieu associatif moulinois. Elle a présidé la Société d'émulation du Bourbonnais de 1978 à 1980. Elle faisait partie du jury du prix Émile-Guillaumin.
Elle est enterrée au cimetière de Neuvy-Grandchamp, près de Bourbon-Lancy.

## Publications
- Au même pot et au même feu. Étude sur les communautés familiales agricoles du centre de la France, Moulins, Pottier, 1962, 157 p.
- Toulon-sur-Arroux, seigneurie de l'abbaye de Cluny, Moulins, Pottier, 1964, 293 p., 2 plans.
- La Brelandière, une aventurière d'origine moulinoise, Moulins, Imprimeries réunies, 1966, 28 p.
- Les communautés familiales agricoles du centre de la France, Paris, G. P. Maisonneuve et Larose, 1978, 100 p. (prix Sully).
- Histoire de Moulins d'après la chronique de ses habitants, Clermont-Ferrand. Éditions Volcans, 1975, 292 p. ; réimpr. Moulins, Ipomée, 1990.
- Souvigny, fille de Cluny, Moulins, Marmousets, 1978, 120 p.
- Remèdes d'autrefois, recettes d'aujourd'hui : vertus de toujours, illustrations de Elzbieta , La Maison rustique, 1979
- Les hommes de la Loire, Paris, Berger-Levrault, 1985, 193 p., ill.  (ISBN 2-7013-0613-2)
- Jeanne Baret (1740-1816) : première femme autour du monde[3], Moulins, Pottier, 1987, 83 p.

## Filmographie
- 1986 : Paysans d'autrefois : Les communautés familiales et agricoles (documentaire), acteur, réalisateur[4]